# Gmina Góra
Die Gmina Góra [ˈgura] ist eine Stadt- und Landgemeinde in der Woiwodschaft Niederschlesien in Polen. Die Stadt Góra (deutsch: Guhrau) ist Sitz des Powiat Górowski und hat etwa 13.000 Einwohner.

## Geographie
Die Stadt- und Landgemeinde Góra hat eine Fläche von 268,74 km². Sie liegt in etwa 30 Kilometer östlich von Głogów (Glogau) und 90 Kilometer nordwestlich von Breslau.

## Geschichte
Von 1946 bis 1975 und seit 1999 ist Góra Sitz eines Powiats. Von 1975 bis 1998 gehörten die Orte zur Woiwodschaft Leszno.

### Partnerschaften
Góra unterhält Städte- und Gemeindepartnerschaften mit:
- Herzberg am Harz (Niedersachsen) seit 1993
- dem niederländischen Maasdonk seit 1998
- Trakai in Litauen.

## Gliederung
Der Stadt- und Landgemeinde gehören neben dem namensgebenden Hauptort Góra 35 weitere Orte (deutsche Namen bis 1945) an:
| - Borszyn Mały (Heinzebortschen; 1936–1945 Nordingen) - Borszyn Wielki (Kaltebortschen; 1936–1945 Grandingen) - Bronów (Bronau) - Brzeżany (Birkendorf) - Chróścina (Kraschen) - Czernina (Tschirnau; 1937–1945 Lesten - Czernina Dolna (Nieder Tschirnau; 1937–1945 Nieder Lesten) - Czernina Górna (Ober Tschirnau; 1937–1945 Ober Lesten) - Glinka (Gleinig und Schloss Gleinig) - Gola Górowska (Guhlau) - Grabowno (Graben) | - Jastrzębia (Jästersheim) - Kłoda Górowska (Kloden) - Kruszyniec (Juppendorf) - Ligota (Ellguth) - Łagiszyn (Logischen) - Nowa Wioska Neudorf) - Osetno (Osten) - Osetno Małe (Klein Osten) - Polanowo (Johannisfeld) - Radosław (Seiffersdorf) - Rogów Górowski (Neuguth) - Ryczeń (Rützen) | - Sławęcice (Schlabitz) - Stara Góra (Alt Guhrau) - Strumienna (Gaisbach) - Strumyk (Alt Bortschen) - Sułków (Sulkau) - Szedziec (Schätz) - Ślubów (Schlaube) - Wierzowice Małe (Klein Wiersewitz) - Wierzowice Wielkie (Groß Wiersewitz) - Witoszyce (Heinzendorf) - Włodków Dolny (Friedrichswaldau) - Zawieścice (Sallschütz) |

## Persönlichkeiten
- Sebastian Hempel (1593–1650), Direktor des Stettiner Hofgerichts, geboren in Góra
- Heinrich Held (1620–1659), evangelischer Kirchenlieddichter, geboren in Góra
- Emil Karl von Pfuel (1821–1894), preußischer Generalleutnant, geboren in Jästersheim
- Friedrich von Carmer (1849–1915), Politiker und Rittergutsbesitzer, Mitglied des Preußischen Herrenhauses, geboren in Groß Osten, gestorben in Rützen
- Hans Alvesen (* 1943), bildender Künstler, geboren in Rützen.